# 3番街橋

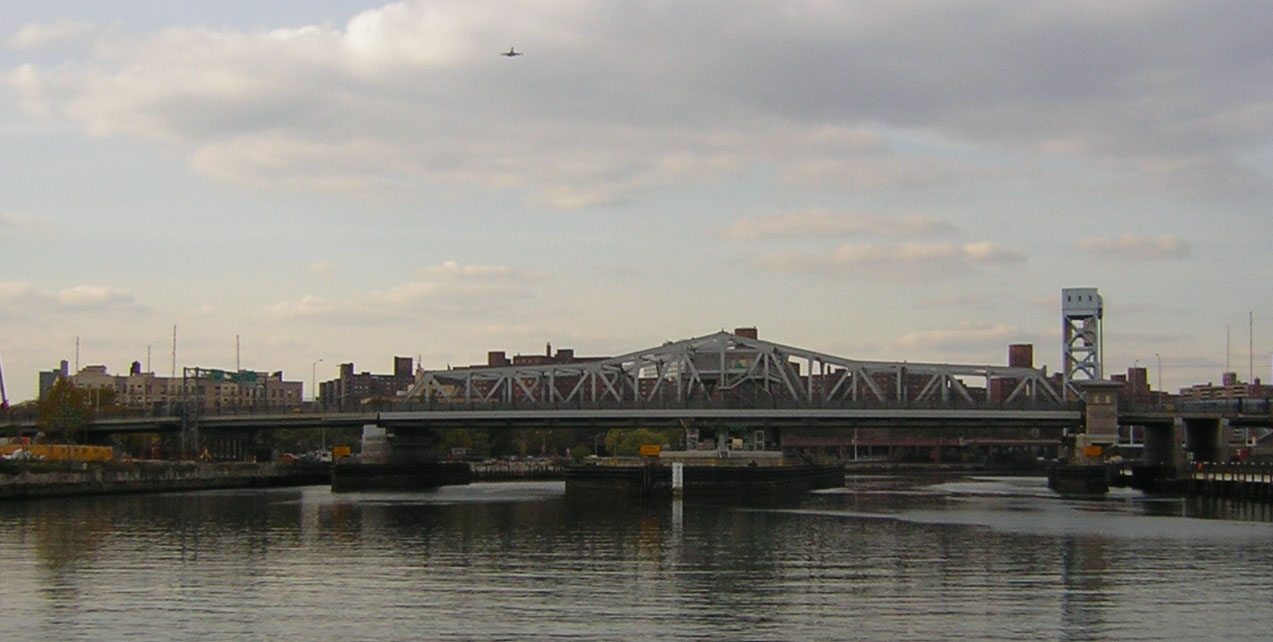
南側から

3番街橋 (英語: Third Avenue Bridge) は、ニューヨーク市のマンハッタンとブロンクスを結び、ハーレム川に南行きの3番街が通っている。以前は、南行きのニューヨーク州道1A号線が通っていた。
この橋は、ウィリス・アベニュー橋が北行きに切り替えられたのと同日である1941年8月5日に、南行きの一方通行に変更された。
3番街橋は、ブロンクスの3番街、東135丁目、ブルックナー・ブルバード及びリンカーン・アベニューから、マンハッタンの東128丁目、東129丁目、レキシントン街、ハーレム・リバー・ドライブへ、メトロノース鉄道オーク・ポイント線、ハーレム川、ハーレム・リバー・ドライブを渡っている。
改修プロジェクトの一部として、新しい旋回スパンが、2004年10月29日に架けられ、2004年12月6日にマンハッタン方面の2車線が開通した。補助工事では、ブロンクス側の橋へのランプのデザインとマンハッタン側をカバーした。ディスカバリーチャンネルは、工事に関するテレビ番組を製作した。
改修された3番街橋は、ブロンクスからマンハッタン方面へ5車線があり、マンハッタン側で、東128丁目と2番街、レキシントン街と東129丁目、ハーレム・リバー・ドライブ南行き/FDRドライブへの、3つのランプに分かれる。
2008年、橋を運営・維持するニューヨーク市運輸局は、1日あたり平均の交通量が58,510台と発表した。2000年の夏時間にピークに達し、73,121台を数えた。

## 公共交通機関
3番街橋には、ニューヨーク市都市交通局の運営するBx15のバスが走る。この路線の平日の平均乗客数は19,951人である。